# Slowhand at 70 – Live at the Royal Albert Hall
Slowhand at 70 – Live at the Royal Albert Hall es una película del músico británico Eric Clapton que incluye una selección de canciones tocadas el 21 de mayo de 2015 en el Royal Albert Hall de Londres durante la gira 70th Birthday Celebration. Durante la gira en Londres, Clapton superó el récord del concierto número 200 en el Royal Albert Hall, convirtiéndose en el músico que más veces ha tocado en ese escenario.
La película fue estrenada el 14 de septiembre de 2015 en numerosas salas de cine de diversos países. La publicación también incluyó un documental sobre la historia de Clapton en el Royal Albert Hall. Su lanzamiento en DVD, Blu Ray, CD y LP tuvo lugar el 13 de noviembre de 2015.

## Grabación
Clapton grabó dos conciertos para una posible publicación en video y audio en 2015. El primero tuvo lugar el 20 de mayo de 2015, con una lista de canciones de diecisiete temas, que servirían, si fuese necesario, para sustituir malas grabaciones de otro concierto. Un segundo concierto fue grabado el día siguiente, también con diecisiete canciones interpretadas. En el concierto aparecieron carteles donde se leía: «El concierto fue filmado y grabado para una posible publicación». Solo el material grabado durante el segundo concierto fue usado en la edición final del largometraje.
El teclista Paul Carrack comentó en una entrevista con National Post: «Creo que el concierto fue increíble. A Eric no le importa mucho el hecho de que fuese el 70º aniversario, así que en ese sentido fue como cualquier otro concierto, pero había una especial atmósfera en la sala. Cuando nos encontramos fuera del escenario la primera noche, Eric dijo que no iba a dejar que continuase. Creo que la segunda noche debió de estar mucho mejor. Con Eric, tocar en el Albert Hall... es realmente solo sobre la música. Se siente casi como si estuvieras tocando en un pequeño club. Especialmente cuando has estado tocando para esos grandes auditorios que no fueron construidos para la música. Pero el Albert Hall tiene ese ambiente maravilloso e íntimo».

## Publicación
Un tráiler y un comunicado oficial fueron publicados por la agencia de representación de Eric Clapton el 19 de agosto de 2015 en internet y redes sociales. La película, con una selección de temas interpretados por Clapton en el Royal Albert Hall el 21 de mayo de 2015 durante su gira de celebración de su 70.º cumpleaños, fue estrenada el 14 de septiembre a nivel global por Arts Alliance, Warner Bros. Records y Eagle Rock Entertainment, y fue producida por la compañía Examination Productions en colaboración con Eagle Rock Entertainment. El 1 de septiembre fue publicado un adelanto de la canción «Cocaine» interpretada en el concierto. El 16 de septiembre se puso en preventa la edición en DVD y en triple disco de vinilo a través de Amazon. El 13 de noviembre, Live at the Royal Albert Hall fue publicado en varios formatos: doble DVD y CD, disco de vinilo, doble CD, DVD, Blu-ray y triple vinilo con DVD.

## Lista de canciones
| Edición cinematográfica |                                                |                                             |          |  |
| N.º                     | Título                                         | Escritor(es)                                | Duración |  |
| 1.                      | «Somebody's Knockin' on My Door»               | JJ Cale                                     | 7:08     |  |
| 2.                      | «Key to the Highway»                           | Big Bill Broonzy , Charlie Segar            | 5:06     |  |
| 3.                      | «Tell the Truth»                               | Eric Clapton, Bobby Whitlock                | 6:37     |  |
| 4.                      | «Pretending»                                   | Jerry Lynn Williams                         | 5:35     |  |
| 5.                      | «Hoochie Coochie Man»                          | Willie Dixon                                | 5:25     |  |
| 6.                      | «You Are So Beautiful» (con Paul Carrack)      | Billy Preston, Bruce Fisher                 | 4:45     |  |
| 7.                      | «Can't Find My Way Home» (con Nathan East)     | Steve Winwood                               | 6:16     |  |
| 8.                      | «I Shot the Sheriff»                           | Bob Marley                                  | 9:30     |  |
| 9.                      | «Driftin' Blues»                               | Charles Brown, Johnny Moore, Eddie Williams | 6:30     |  |
| 10.                     | «Nobody Knows You When You're Down and Out»    | Jimmy Cox                                   | 3:32     |  |
| 11.                     | «Tears in Heaven»                              | Eric Clapton, Will Jennings                 | 5:02     |  |
| 12.                     | «Layla»                                        | Eric Clapton, Jim Gordon                    | 6:57     |  |
| 13.                     | «Let It Rain»                                  | Eric Clapton, Bonnie Bramlett               | 5:35     |  |
| 14.                     | «Wonderful Tonight»                            | Eric Clapton                                | 3:55     |  |
| 15.                     | «Crossroads»                                   | Robert Johnson                              | 6:07     |  |
| 16.                     | «Cocaine»                                      | JJ Cale                                     | 8:51     |  |
| 17.                     | «High Time We Went» (con Andy Fairweather Low) | Joe Cocker                                  | 5:37     |  |
| 52:06                   |                                                |                                             |          |  |

| Edición en CD (disco uno) |                                            |                                  |          |  |
| N.º                       | Título                                     | Escritor(es)                     | Duración |  |
| 1.                        | «Somebody's Knockin' on My Door»           | JJ Cale                          | 7:08     |  |
| 2.                        | «Key to the Highway»                       | Big Bill Broonzy · Charlie Segar | 5:06     |  |
| 3.                        | «Tell the Truth»                           | Eric Clapton · Bobby Whitlock    | 6:37     |  |
| 4.                        | «Pretending»                               | Jerry Lynn Williams              | 5:35     |  |
| 5.                        | «Hoochie Coochie Man»                      | Willie Dixon                     | 5:25     |  |
| 6.                        | «You Are So Beautiful» (con Paul Carrack)  | Billy Preston · Bruce Fisher     | 4:45     |  |
| 7.                        | «Can't Find My Way Home» (con Nathan East) | Steve Winwood                    | 6:16     |  |
| 8.                        | «I Shot the Sheriff»                       | Bob Marley                       | 9:30     |  |
| 50:22                     |                                            |                                  |          |  |

| Edición en CD (disco dos) |                                                               |                                               |          |  |
| N.º                       | Título                                                        | Escritor(es)                                  | Duración |  |
| 1.                        | «Driftin' Blues»                                              | Charles Brown · Johnny Moore · Eddie Williams | 6:30     |  |
| 2.                        | «Nobody Knows You When You're Down and Out»                   | Jimmy Cox                                     | 3:32     |  |
| 3.                        | «Tears in Heaven»                                             | Eric Clapton · Will Jennings                  | 5:02     |  |
| 4.                        | «Layla»                                                       | Eric Clapton · Jim Gordon                     | 6:57     |  |
| 5.                        | «Let It Rain»                                                 | Eric Clapton · Bonnie Bramlett                | 5:35     |  |
| 6.                        | «Wonderful Tonight»                                           | Eric Clapton                                  | 3:55     |  |
| 7.                        | «Crossroads»                                                  | Robert Johnson                                | 6:07     |  |
| 8.                        | «Little Queen of Spades»                                      | Robert Johnson                                | 16:51    |  |
| 9.                        | «Cocaine»                                                     | JJ Cale                                       | 8:51     |  |
| 10.                       | «High Time We Went» (con Paul Carrack y Andy Fairweather Low) | Joe Cocker                                    | 5:37     |  |
| 68:57                     |                                                               |                                               |          |  |

| Edición en DVD y Blu Ray |                                                               |                                               |          |  |
| N.º                      | Título                                                        | Escritor(es)                                  | Duración |  |
| 1.                       | «Somebody's Knockin' on My Door»                              | JJ Cale                                       | 7:08     |  |
| 2.                       | «Key to the Highway»                                          | Big Bill Broonzy · Charlie Segar              | 5:06     |  |
| 3.                       | «Tell the Truth»                                              | Eric Clapton · Bobby Whitlock                 | 6:37     |  |
| 4.                       | «Pretending»                                                  | Jerry Lynn Williams                           | 5:35     |  |
| 5.                       | «Hoochie Coochie Man»                                         | Willie Dixon                                  | 5:25     |  |
| 6.                       | «You Are So Beautiful» (con Paul Carrack)                     | Billy Preston · Bruce Fisher                  | 4:45     |  |
| 7.                       | «Can't Find My Way Home» (con Nathan East)                    | Steve Winwood                                 | 6:16     |  |
| 8.                       | «I Shot the Sheriff»                                          | Bob Marley                                    | 9:30     |  |
| 9.                       | «Driftin' Blues»                                              | Charles Brown · Johnny Moore · Eddie Williams | 6:30     |  |
| 10.                      | «Nobody Knows You When You're Down and Out»                   | Jimmy Cox                                     | 3:32     |  |
| 11.                      | «Tears in Heaven»                                             | Eric Clapton · Will Jennings                  | 5:02     |  |
| 12.                      | «Layla»                                                       | Eric Clapton · Jim Gordon                     | 6:57     |  |
| 13.                      | «Let It Rain»                                                 | Eric Clapton · Bonnie Bramlett                | 5:35     |  |
| 14.                      | «Wonderful Tonight»                                           | Eric Clapton                                  | 3:55     |  |
| 15.                      | «Crossroads»                                                  | Robert Johnson                                | 6:07     |  |
| 16.                      | «Cocaine»                                                     | JJ Cale                                       | 8:51     |  |
| 17.                      | «High Time We Went» (con Paul Carrack y Andy Fairweather Low) | Joe Cocker                                    | 5:37     |  |
| 18.                      | «Little Queen of Spades» (tema extra)                         | Robert Johnson                                | 16:51    |  |

## Personal
Músicos
- Eric Clapton – voz, guitarra acústica y guitarra eléctrica.
- Chris Stainton – teclados.
- Paul Carrack – órgano Hammond, teclado y coros.
- Andy Fairweather Low - guitarra y voz en «High Time We Went».
- Nathan East – bajo y coros.
- Steve Gadd – batería.
- Michelle John – coros.
- Sharon White – coros.

Personal técnico
| - Paul Gambaccini – entrevistador. - Blue Leach – director. - Simon Climie – mezclas y productor. - Alan Douglas – ingeniero de sonido. - Audrey Davenport – productor. - Luca Ciuti – director de fotografía. - Bob Ludwig – masterización. - George Chin – fotografía. - Stuart Green – diseño de embalaje. - Michael Eaton – productor ejecutivo. - Martin Dacre – productor ejecutivo. | - Peter Worsley – supervisor de producción. - Simon Hosken – productor ejecutivo. - Melissa Morton-Hicks – representante de producción. - Rebecca Bradshaw – representante legal. - Charlotte Godfrey – representante legal. - Paul Bullock – asistente de producción. - Mark Fossitt – coordinador de producción. - Claire Higgins – corrdinador de producción. - Rosie Holley – representante de producción. - Terry Shand – productor ejecutivo. - Geoff Kempin – productor ejecutivo. |